# Anne Azéma
 (septembre 2022).
 (septembre 2022).
La mise en forme du texte ne suit pas les recommandations de Wikipédia : il faut le « wikifier ».
Les points d'amélioration suivants sont les cas les plus fréquents. Le détail des points à revoir est peut-être précisé sur la page de discussion.
- Les titres sont pré-formatés par le logiciel. Ils ne sont ni en capitales, ni en gras.
- Le texte ne doit pas être écrit en capitales (les noms de famille non plus), ni en gras, ni en italique, ni en « petit »…
- Le gras n'est utilisé que pour surligner le titre de l'article dans l'introduction, une seule fois.
- L'italique est rarement utilisé : mots en langue étrangère, titres d'œuvres, noms de bateaux, etc.
- Les citations ne sont pas en italique mais en corps de texte normal. Elles sont entourées par des guillemets français : « et ».
- Les listes à puces sont à éviter, des paragraphes rédigés étant largement préférés. Les tableaux sont à réserver à la présentation de données structurées (résultats, etc.).
- Les appels de note de bas de page (petits chiffres en exposant, introduits par l'outil «  Source ») sont à placer entre la fin de phrase et le point final[comme ça].
- Les liens internes (vers d'autres articles de Wikipédia) sont à choisir avec parcimonie. Créez des liens vers des articles approfondissant le sujet. Les termes génériques sans rapport avec le sujet sont à éviter, ainsi que les répétitions de liens vers un même terme.
- Les liens externes sont à placer uniquement dans une section « Liens externes », à la fin de l'article. Ces liens sont à choisir avec parcimonie suivant les règles définies. Si un lien sert de source à l'article, son insertion dans le texte est à faire par les notes de bas de page.
- La présentation des références doit suivre les conventions bibliographiques. Il est recommandé d'utiliser les modèles {{Ouvrage}}, {{Chapitre}}, {{Article}}, {{Lien web}} et/ou {{Bibliographie}}. Le mode d'édition visuel peut mettre en forme automatiquement les références.
- Insérer une infobox (cadre d'informations à droite) n'est pas obligatoire pour parachever la mise en page.

Pour une aide détaillée, merci de consulter Aide:Wikification.
Si vous pensez que ces points ont été résolus, vous pouvez retirer ce bandeau et améliorer la mise en forme d'un autre article.
 (septembre 2022).
Pour les articles homonymes, voir Azéma.

Anne Azéma, née le 19 octobre 1957 à Niort, est une soprano française.

## Carrière
Anne Azéma est une chanteuse de musique ancienne de premier plan depuis 1993. Elle a codirigé les programmes du Boston Camerata et est depuis 2008 la Directrice Artistique de cet ensemble américain. Elle est surtout connue pour son interprétation de la musique du Moyen Âge, des chansons pour luth de la Renaissance, de la musique sacrée baroque et du théâtre musical contemporain. Elle est également professeur de musique et chercheuse reconnu dans ce domaine. Elle a chanté entre autres au Japon, en Allemagne, aux États-Unis et en Australie.
La musique de prédilection d'Anne Azéma est le chant profane et vernaculaire de France et de Provence au Moyen Âge. Elle a partagé un Grand Prix du Disque pour son rôle dans l'enregistrement du Boston Camerata de Tristan et Iseut. Quatre album de récitals solos The Unicorn, The Game of Love, Provence Mystique et Étoile du Nord sont également documentés comme travaux originaux de sa part.
Anne Azéma est un membre fondateur de Camerata Mediterranea (en), faisant des tournées internationales avec eux et chantant dans tous leurs CD. Elle a également été marquante dans de nombreux projets musicaux du Boston Camerata, avec par exemple le rôle de Mère Ann Lee des Shakers dans l’œuvre théâtrale de danse et de musique Borrowed Light (créée en 2004) du chorégraphe finlandais Tero Saarinen et du directeur du Camerata Joel Cohen. En 2008 Anne Azéma a son actif plus de trente-cinq enregistrements en tant que soliste, récitaliste ou directrice chez Warner — Erato, Harmonia Mundi, Virgin, Nonesuch, Bridge (en), Calliope, Atma ou K 617.
Anne Azéma est la fondatrice et directrice de l'ensemble européen AZIMAN,.
Anne Azéma est fréquemment l'invitée de nombreux ensembles à taille variable et dans des genres différents. Ses activités de concerts, pour n'en nommer que quelques-unes, la mènent de Tully Hall (The New York Chamber Ensemble) à Brooklyn Academy of Music (Tero Saarinen Company – The Boston Camerata), de Bunkamura Concert Hall à Tokyo (MIT Media Lab Opera) à la Cité de la Musique, au Théâtre de Chaillot ou au Théâtre de la Ville.
La saison 2008-2009 est sa première saison de directrice artistique du Boston Camerata. En 2009-2010-2014-2015 elle a dirigé des tournées de la Camerata aux États-Unis, en Allemagne, en Italie et en France.
En 2014, parmi les nombreux nouveaux projets qu'elle mène avec la Camerata de Boston, on notera Daniel (Ludus Danielis), dont elle ré-édite la source médiévale (Beauvais - Egerton 2615), et met en scène; cette nouvelle production est acclamée autant par le public et la critique et tournera dans les saisons 2017 et 2018 aux États-Unis.
Elle est décorée en décembre 2011 Chevalier des Arts et des Lettres de la République française lors d'une cérémonie à Cambridge, Massachusetts.
En sus d'un calendrier de concerts et récitals chargé, masterclass, séminaires, conférences et résidences dans des conservatoires et universités sont des activités courantes pour Anne Azéma, tant en France, qu’en Hollande, Finlande, au Mexique, Canada et États-Unis. Ses articles sont publiés pour des publications spécialisées ou pour un public plus généralisé. Anne Azéma est le Robert M. Trotter Distinguished Visiting Professor en 2012 à l'Université d'Oregon. En 2014, elle donne plusieurs conférences à Boston University, Wellesley College, New York University. En 2015 e avec la Camerata, elle est en résidence au prestigieux Massachusetts Institute of Technology et invitée de la Fondation Cini (Venise) au bien que de la Schola Cantorum (Bâle).
Anne Azéma est l'épouse de Joël Cohen, luthiste et chef de chœur américain.

## Discographie

### Soliste
1. Enregistrements CD : récital et direction musicale
- Le Tournoi de Chauvency : Une joute d’Amour en Lorraine, K617- 2007
- Étoile du nord : Gauthier de Coincy et le miracle médiéval, Calliope - 2003 (CD de l’année, Toronto Star, 10 de Répertoire)
- Die Stadt der Narre: weltliche und geistliche Macht im Frankreich und der Provence des Mittlealters, WDR - 2001
- El Maestro, WDR - 2000
- Provence mystique : Sacred Songs of the Middle Ages, Erato - 1998 (10 de Répertoire, **** Le Monde de la Musique, YYYYY Diapason, nommé pour le Grand Prix des Discophiles, ffff Télérama, 5 Classica)
- Le Jeu d’amour : the game of love in Medieval France, Erato – 1996, (10 de Répertoire, **** Le Monde de la Musique)
- The Unicorn : Medieval French love songs, Erato - 1994 (10 de Répertoire, Choc du Monde de la Musique, 'Critics Choice’ Gramophone, YYYYY Diapason)

### Participation en tant que soliste
- A Mediterranean Christmas, The Boston Camerata, Warner - 2006
- L'harmonie du Monde, Doulce Mémoire, Virgin/Naïve - 2003
- Li tans Nouviaus, Constantinople Ensemble, ATMA - 2003 (nommée à Opus, Montréal)
- The Almanac : Shira Kammen (en) and Friends, Bright Angel Records - 2003
- Golden Harvest: More Shaker songs, The Boston Camerata, Glissando - 2000
- Cantigas, Camerata Mediterranea, Erato (Prix Edison, 10 de Répertoire) - 1999
- Liberty Tree, The Boston Camerata, Erato - 1998
- What then is Love: Elizabethan Songbook, The Boston Camerata, Erato - 1998
- Douce Beauté, Pierre Guédron, The Boston Camerata, Erato - 1998
- Angels, The Boston Camerata & Tod Machover, Erato - 1997
- Johnny Johnson, Kurt Weill; The Boston Camerata, Erato (Disque de l'année, Le Monde; Diapason D'Or; Choc du Monde de la Musique) – 1997
- Brain Opera: Tod Machover - 1996
- Trav'ling Home: American Spirituals, The Boston Camerata, Erato - 1996
- Carmina Burana, The Boston Camerata, Erato (10 de Répertoire) - 1996
- Farewell Unkind, Songs and Dances of John Dowland, The Boston Camerata. Erato (Choc du Monde de la Musique) - 1996
- Quel Diletto, Organisatie Oude Muziek, Utrecht – 1995
- Le Roman de Fauvel, The Boston Camerata, Erato, 10 de Répertoire) – 1995
- Simple Gifts: Shaker Chants and Spirituals, The Boston Camerata, Erato – 1995
- Bernart de Ventadour : Le Fou sur le Pont, Camerata Mediterranea, Erato (nommé au Grand Prix des Discophiles, Critic's Choice, Grammophone) - 1994
- An American Christmas, The Boston Camerata, Erato - 1993
- Nueva España, The Boston Camerata, Erato - 1992
- Lamentations; Jean Gilles, The Boston Camerata, Erato - 1992
- The American Vocalist, The Boston Camerata, Erato - 1991
- Lo Gai Saber, Camerata Mediterranea, Erato - 1991
- A Baroque Christmas, The Boston Camerata, Nonesuch - 1991
- Valis, Tod Machover, Bridge - (CD de l’année, The New York Times) - 1990
- Le Pont Sacré, Erato (Référence de Compact) - 1990
- A Renaissance Christmas, The Boston Camerata, Nonesuch - 1989
- Requiem; Jean Gilles, The Boston Camerata, Erato - 1989
- Tristan & Iseult, The Boston Camerata, Erato (Choc du Monde de la Musique, 10 de Répertoire, Grand Prix du Disque) - 1987
- Noël, Noël: A French Christmas, Erato - 1988
- New Britain, The Boston Camerata, Erato - 1986
- La Primavera, The Boston Camerata, Erato – 1983
- Josquin des Prés; Missa Pange Lingua et motets, Harmonia Mundi - 1982